# Циклон (пылеуловитель)

Простейший циклонный пылеуловитель (аналог ЦН)

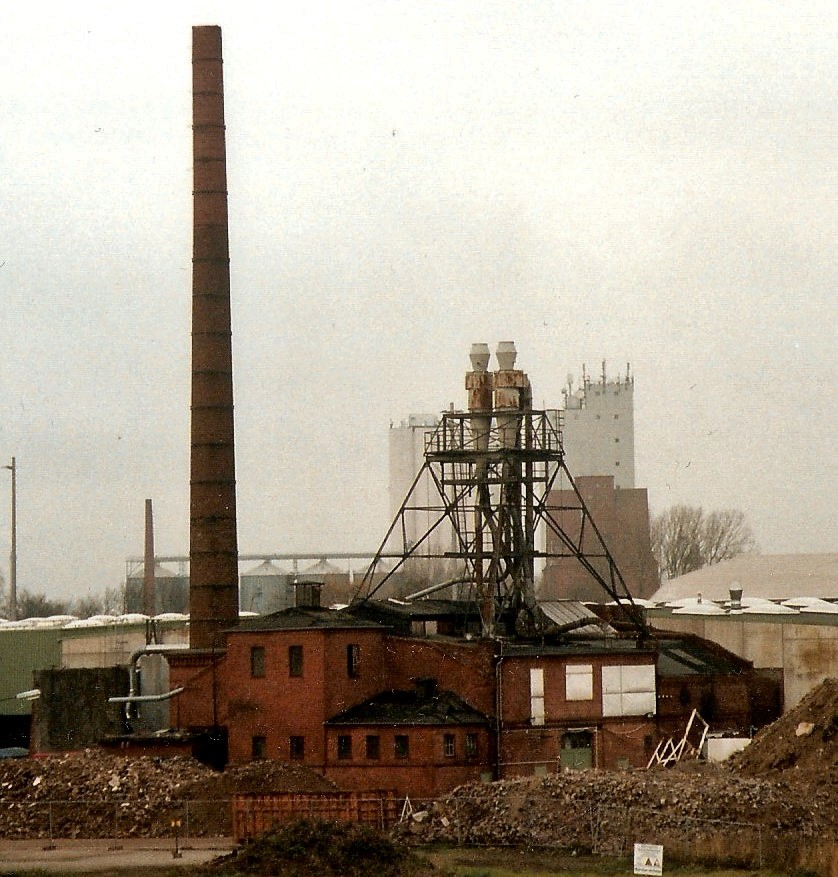
Частично снесённый завод с циклонными сепараторами

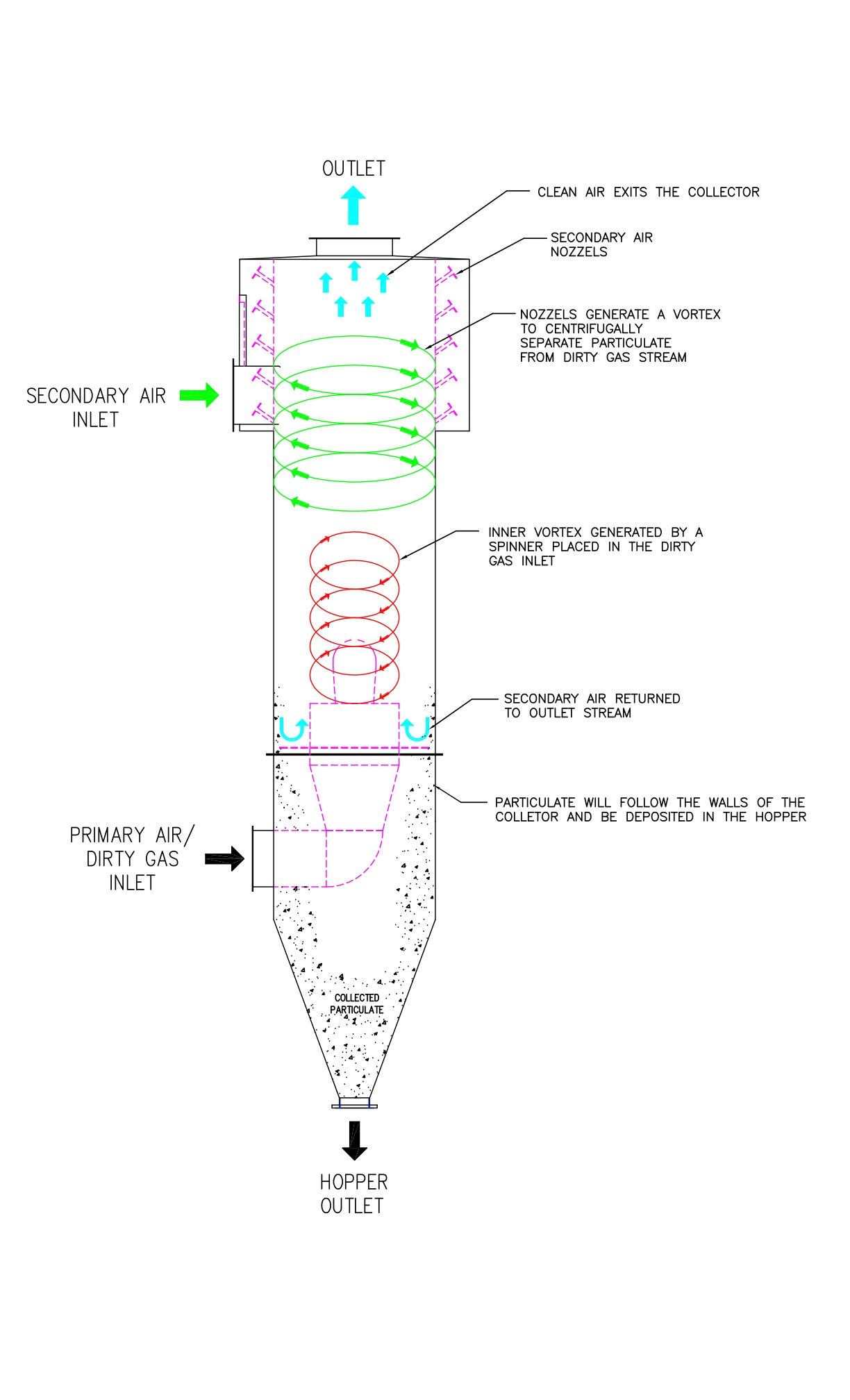
Схема воздушного потока циклона Aerodyne в стандартном вертикальном положении. Вторичный воздушный поток нагнетается для уменьшения истирания стен.

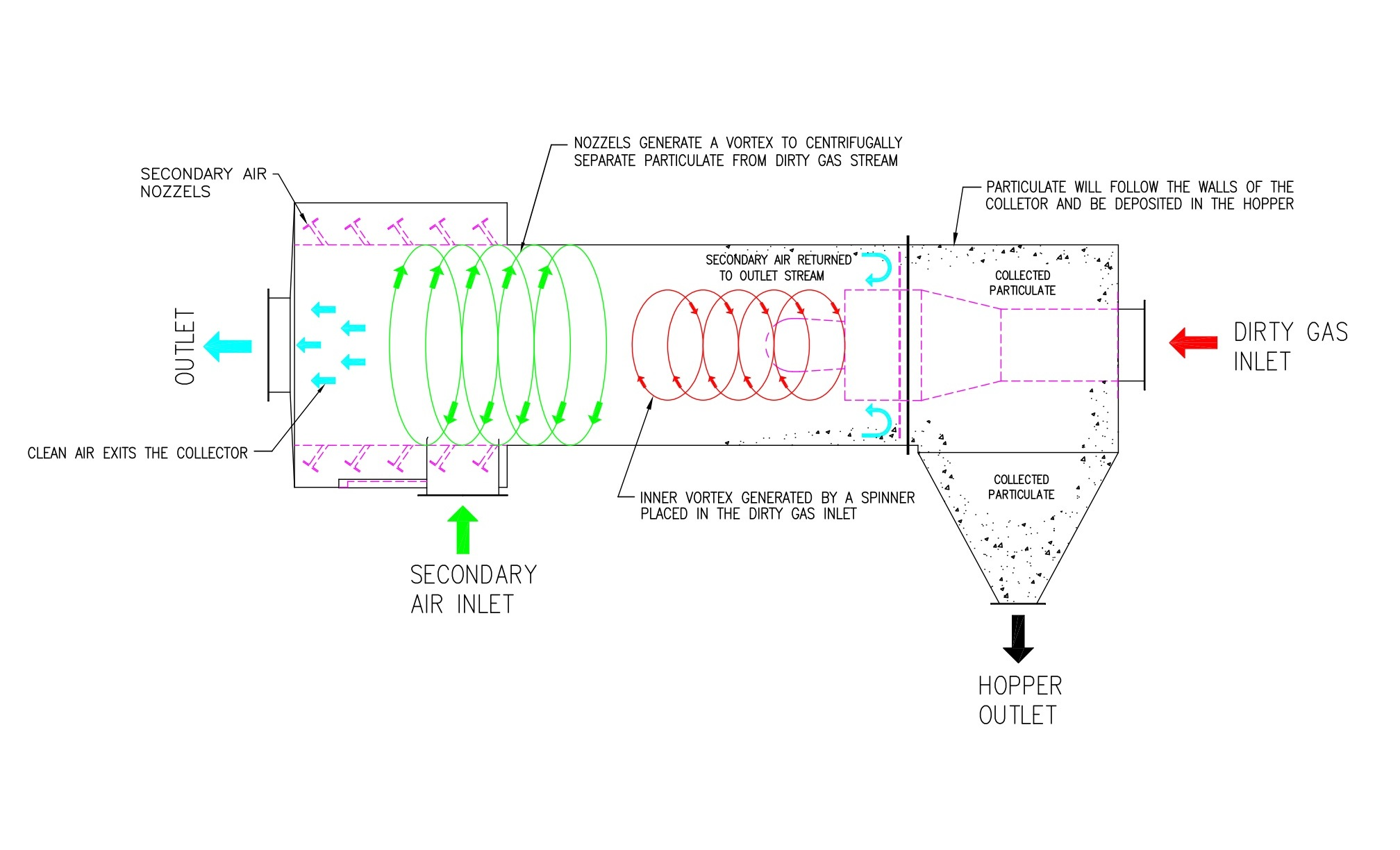
Схема воздушного потока циклона Aerodyne в горизонтальном положении, альтернативная конструкция. Вторичный воздушный поток нагнетается для уменьшения истирания стенок и для перемещения собранных частиц в бункер для экстракции.

Циклон — воздухоочиститель, используемый в промышленности, а также в некоторых моделях пылесосов для очистки газов или жидкостей от взвешенных частиц. Принцип очистки — инерционный (с использованием центробежной силы), а также гравитационный. Циклонные пылеуловители составляют наиболее массовую группу среди всех видов пылеулавливающей аппаратуры и применяются во всех отраслях промышленности.
Собранная пыль может быть в дальнейшем переработана (см. рекуперация (обработка сырья)).
Воздухоочистители циклонного типа также применяются на транспорте, например, на грузовых автомобилях МАЗ, КАМАЗ предварительная очистка воздуха, поступающего в двигатель внутреннего сгорания происходит в «циклоне», затем полная очистка производится в инерционно-масляном или сухом воздушном фильтре.

## Принцип действия
Принцип действия простейшего противоточного циклона (см. схему) таков: поток запылённого газа вводится в аппарат через входной патрубок тангенциально в верхней части. В аппарате формируется вращающийся поток газа, направленный вниз, к конической части аппарата. Вследствие силы инерции (центробежной силы) частицы пыли выносятся из потока и оседают на стенках аппарата, затем захватываются вторичным потоком и попадают в нижнюю часть, через выпускное отверстие в бункер для сбора пыли (на рисунке не показан). Очищенный от пыли газовый поток затем двигается снизу вверх и выводится из циклона через соосную выхлопную трубу.

## Конструкция
Существует огромное разнообразие типов циклонов. Кроме описанного выше противоточного циклона существуют и менее распространённые прямоточные. Противоточные циклоны различаются размерами, соотношением цилиндрической и конической частей, а также относительной высотой (то есть отношением высоты к диаметру) цилиндрической части. Чем больше относительная высота, тем меньше коэффициент гидравлического сопротивления и разрежение в бункере (меньше вероятность подсоса пыли в аппарат), но меньше степень очистки. Оптимальной является относительная высота 1,6 что соответствует принципу «золотое сечение».

## Эффективность
Степень очистки в циклоне сильно зависит от дисперсного состава частиц пыли в поступающем на очистку газе (чем больше размер частиц, тем эффективнее очистка). Для распространённых циклонов типа ЦН степень очистки может достигать:
| для частиц с условным диаметром 20 микрон | 99,5 % |
| для частиц с условным диаметром 10 микрон | 95 %   |
| для частиц с условным диаметром 5 микрон  | 83 %   |

Для новейших центробежных пылеуловителей типа ЦКО — центробежная камера очистки степень очистки может достигать:
| для частиц с условным диаметром от 0,5 микрон | 99,9 % |

C увеличением диаметра циклона степень очистки уменьшается, однако для циклонов типа ЦКО при увеличении диаметра степень очистки повышается, но увеличивается металлоёмкость и затраты на очистку. При больших объёмах газа и высоких требованиях к очистке газовый поток пропускают параллельно через несколько циклонов малого диаметра (100—300 мм.). Такую конструкцию называют мультициклоном или батарейным циклоном. Возможно также применить электростатический фильтр, который, напротив, эффективен именно для малых частиц.

## Достоинства и недостатки
Циклоны просты в разработке и изготовлении, надёжны, высокопроизводительны, могут использоваться для очистки агрессивных и высокотемпературных газов и газовых смесей. Достоинством является низкое и постоянное гидравлическое сопротивление, из за отсутствия сменных фильтров и картриджей. Недостатками являются невозможность улавливания пыли с малым размером частиц и небольшая долговечность (особенно при очистке газов от пыли с высокими абразивными свойствами).